# Željko Šakić
Željko Šakić (Zagabria, 14 aprile 1988) è un cestista croato.

## Carriera
Ha iniziato la carriera al Dubrava in A1 Liga, passando poi dopo 3 stagioni allo Zrinjski Mostar. Disputa quindi un biennio (2011-2013) al Široki e nel 2013 si trasferisce in Serie A alla Sutor Basket Montegranaro.
Con la Croazia under 20 ha disputato gli Europei 2008 di categoria.

## Palmarès
- Campionato bulgaro: 1

Academic Sofia: 2015-16